# Liste der Mitglieder des Landtages (Freistaat Anhalt) (3. Wahlperiode)
Diese Liste gibt einen Überblick über alle Mitglieder des Landtages des Freistaates Anhalt in der 3. Wahlperiode, welche nur wenige Monate im Jahr 1924 dauerte. Die Wahl fand am 22. Juni 1924 statt.

## Sitzverteilung
| Partei                                    | Stimmanteil in % | Sitze    | Veränderung (Sitze) |
| ----------------------------------------- | ---------------- | -------- | ------------------- |
| SPD                                       | 37,03 %          | 13 Sitze | ±0 Sitze            |
| DVP                                       | 13,41 %          | 5 Sitze  | + 1 Sitz            |
| Deutschnationale Volkspartei und Landbund | 12,20 %          | 4 Sitze  | − 2 Sitze           |
| Kommunisten                               | 9,53 %           | 4 Sitze  | − 2 Sitze           |
| Landbund                                  | 8,37 %           | 3 Sitze  | + 3 Sitze           |
| Völkisch-sozialer Freiheitsblock          | 4,10 %           | 2 Sitze  | + 2 Sitze           |
| DDP                                       | 3,53 %           | 1 Sitz   | − 5 Sitze           |
| Hausbesitz und Gewerbe                    | 3,37 %           | 1 Sitz   | + 1 Sitz            |
| Hausbesitz (Stadt und Land)               | 2,05 %           | 1 Sitz   | + 1 Sitz            |
| Mieterschutz und Bodenreform (MuB)        | 1,71 %           | 1 Sitz   | + 1 Sitz            |

An 100 % fehlende Stimmen gingen an nicht im Landtag vertretene Wahlvorschläge.

## Mitglieder
| Name                | Partei   | Bemerkung |
| ------------------- | -------- | --------- |
| Emil Baumecker      | MuB      |           |
| Erich Besser        | KPD      |           |
| Rudolf Beume        | DVP      |           |
| Emil Brinkmann      | SPD      |           |
| Antonie Buchheim    | DVP      |           |
| Franz Buchner       | Landbund |           |
| Heinrich Deist      | SPD      |           |
| Werner Eisenberg    | DVP      |           |
| Noeme Georgs        | DVP      |           |
| Martin Giesemann    | DVP      |           |
| Max Günther         | SPD      |           |
| Friedrich Heine     | DNVP     |           |
| Emilie Henze        | KPD      |           |
| Friedrich Hinneburg | KPD      |           |
| Hugo Jäntsch        | DNVP     |           |
| Heinrich Jericke    | DNVP     |           |
| Gustav Jeuthe       | SPD      |           |
| Paul Kmiec          | KPD      |           |
| Friedrich Körmigk   | AHG      |           |
| Hermann Kostitz     | SPD      |           |
| Walter Kraatz       | Landbund |           |
| Adolf Linke         | SPD      |           |
| Albert Marx         | WP       |           |
| Max Ohland          | SPD      |           |
| Richard Paulick     | SPD      |           |
| Heinrich Peus       | SPD      |           |
| Karl Pötsch         | DNVP     |           |
| Johannes Rammelt    | DVP      |           |
| Ernst Rausch        | DDP      |           |
| Reinhard Reichardt  | VSB      |           |
| Gustav Schmischke   | NSDAP    |           |
| Ludwig Sinsel       | SPD      |           |
| Friedrich Theiss    | DNVP     |           |
| Wilhelm Theuerjahr  | SPD      |           |
| August Trautewein   | SPD      |           |
| Wilhelm Voigt       | SPD      |           |
| Erich Wieland       | DNVP     |           |
| Maximilian Zahn     | DDP      |           |